# جيمس جاي ارتشر
جيمس جاي ارتشر (بالإنجليزية: James J. Archer)‏ هو عسكري أمريكي، ولد في 19 ديسمبر 1817 في مقاطعة هارفورد في الولايات المتحدة، وتوفي في 24 أكتوبر 1864 في ريتشموند في الولايات المتحدة.